# Конвой HG 84
Конвой HG 84 (англ. Convoy HG 84) — 84-й атлантичний конвой серії HG транспортних і допоміжних суден у кількості 17 одиниць, який у супроводженні союзних кораблів ескорту повертався до Британських островів з Гібралтару. Конвой вийшов 10 червня 1942 року з ВМБ Гібралтар. На маршруті руху конвою піддався скоординованій атаці підводних човнів та авіації противника, внаслідок чого п'ять судна та один есмінець були втрачені. 20 червня 1942 року решта конвою прибула до Ліверпуля.

## Історія конвою
Конвой HG 84, який прямував з Гібралтару до Британських островів, складався з 20 суден, багато з яких перевозили баласт або торгові вантажі. Комодором конвою був капітан Губерт Хадсон, який був штурманом Імперської трансантарктичної експедиції на Pelayo. Конвой захищала 36-та ескортна група, але неповного складу. Група, яку очолював командор «Джонні» Вокер, складалася з шлюпа «Сторк» і корветів класу «Флавер» «Конволвулус», «Меріголд» і «Гарденія». Конвой супроводжували також КАТ судно SS Empire Moon і рятувальний корабель Copeland.
Проти них діяла «вовча зграя» «Ендрасс» (названа на честь загиблого командира підводного човна Енгельберта Ендрасса) з дев'яти підводних човнів (U-71, U-84, U-89, U-132, U-134, U-437, U-552, U-571, U-575).
9 червня 1942 року конвой HG 84 відплив з Гібралтару, не будучи помічений розвідкою країн Осі. 11 червня до нього приєдналися ще три судна, що прямували з Лісабона до Великої Британії. Однак за цими кораблями вже стежили німецькі літаки Fw 200 Condor, що базувалися в Бордо, і вони підтримували контакт, поки човни «вовчої зграї» «Ендрасс» рушили на перехоплення. 14 червня U-552 (Еріх Топп) вийшов на контакт з конвоєм, того ж вечора до нього приєдналися ще три U-Boot — U-89, U-132 і U-437. Однак кораблі ескорту змогли точно виявити за допомогою HF/DF ворожі підводні човни, і провели агресивний напад, атакуючи підводні човни, коли вони намагалися наблизитися.
«Сторк» та «Гарденія» напали на U-132, завдавши йому серйозної шкоди та змусивши його вийти з бою. «Меріголд» і «Конволвулус» атакували U-89 і U-437 протягом 31 години. Однак U-552 спромігся прорватися крізь захисний протичовновий заслін і провів дві атаки. Унаслідок першої атаки, відразу після півночі 14/15 червня, німецький човен уразив три судна Etrib, Pelayo і Slemdal, потопивши всі три. Комодор Хадсон на Pelayo був серед загиблих. Чотири години потому, перезавантажившись, U-552 знову прорвався через захисний протичовновий заслін і потопив ще два судна, «Сіті Оксфорд» і «Турсо».
Протягом наступного дня, 15 червня, на маршрут атаки прибуло ще п'ять човнів, але кораблі Вокера продовжували свою агресивну оборону, люто відбиваючи всі спроби підводних човнів противника наблизитися. У цей період U-552 і U-71 зазнали пошкоджень і були змушені відійти. U-575 вдалося наблизитися і здійснити торпедну атаку, але його торпеди промахнулися.
16 червня до ескорту конвою приєдналися ще три військові кораблі, есмінець «Вайлд Свон» і фрегати «Ротер» і «Спей». Конвой також увійшов у зону дії літаків Берегового командування, і вони змогли додатково нівелювати будь-які спроби атаки підводних човнів.
Однак транспортний конвой також перебував у радіусі досяжності німецької авіації, і протягом дня його неодноразово атакували пікіруючі бомбардувальники Ju 88. У цей період «Вайлд Свон» піддався нападу під час обстеження групи іспанських траулерів, які наблизилися до конвою. Вона та траулери були розбомблені, а «Вайлд Свон» разом із чотирма іспанськими траулерами були потоплені.
17 червня з прибуттям ще більшої кількості літаків союзників німецькі човни та літаки припинили атаку. HG 84 прибув до Ліверпуля 20 червня без подальших втрат.

## Кораблі та судна конвою HG 84[1]

### Транспортні судна
Позначення
| Назва                 | Прапор          | Тоннаж (GRT) | Прим.                                |
| --------------------- | --------------- | ------------ | ------------------------------------ |
| Baron Graham (1925)   | Велика Британія | 3 242        |                                      |
| Blairdevon (1925)     | Велика Британія | 3 282        |                                      |
| Blairesk (1925)       | Велика Британія | 3 300        |                                      |
| Camerata (1931)       | Велика Британія | 4 875        |                                      |
| City of Oxford (1926) | Велика Британія | 2 759        | 15 червня 1942 року потоплено U-552  |
| Copeland (1923)       | Велика Британія | 1 526        | Рятувальне судно конвою              |
| Egyptian (1920)       | Велика Британія | 2 868        |                                      |
| Empire Conrad (1942)  | Велика Британія | 7 009        |                                      |
| Empire Kestrel (1919) | Велика Британія | 2 674        |                                      |
| Empire Moon (1941)    | Велика Британія | 7 472        | КАТ судно                            |
| Empire Tern (1919)    | Велика Британія | 2 479        |                                      |
| Etrib (1919)          | Велика Британія | 1 943        | 15 червня 1942 року потоплено U-552  |
| Finland (1939)        | Велика Британія | 1 375        |                                      |
| Imber (1920)          | Велика Британія | 1 899        |                                      |
| Kerma (1928)          | Велика Британія | 4 333        |                                      |
| Lyminge (1919)        | Велика Британія | 2 499        |                                      |
| Merkland (1934)       | Велика Британія | 1 363        |                                      |
| Pelayo (1927)         | Велика Британія | 1 345        | 15 червня 1942 року потоплено U-552  |
| Shetland (1921)       | Велика Британія | 1 846        |                                      |
| Slemdal (1931)        | Норвегія        | 7 374        | 15 червня 1942 року потоплений U-552 |
| Thurso (1919)         | Велика Британія | 2 436        | 15 червня 1942 року потоплено U-552  |
| Transportador (1899)  | Велика Британія | 209          |                                      |
| Vanellus (1921)       | Велика Британія | 1 886        |                                      |

### Кораблі ескорту
Позначення
| Назва         | Прапор                                  | Тип корабля                                              | Прим.        |
| ------------- | --------------------------------------- | -------------------------------------------------------- | ------------ |
| «Бігль»       | Військово-морські сили Великої Британії | ескадрений міноносець типу «B»                           | 11-20 червня |
| «Конволвулус» | Військово-морські сили Великої Британії | корвет типу «Флавер»                                     | 9-20 червня  |
| «Гарденія»    | Військово-морські сили Великої Британії | корвет типу «Флавер»                                     | 9-20 червня  |
| «Джонквіл»    | Військово-морські сили Великої Британії | корвет типу «Флавер»                                     | 9-20 червня  |
| «Краков'як»   | Військово-морські сили Польщі           | ескортний міноносець типу «Хант»                         | 16-19 червня |
| «Меріголд»    | Військово-морські сили Великої Британії | корвет типу «Флавер»                                     | 9-20 червня  |
| «Ротер»       | Військово-морські сили Великої Британії | фрегат типу «Рівер»                                      | 9-17 червня  |
| «Спей»        | Військово-морські сили Великої Британії | фрегат типу «Рівер»                                      | 16-17 червня |
| «Сторк»       | Військово-морські сили Великої Британії | шлюп типу «Біттерн»                                      | 9-20 червня  |
| «Вайлд Свон»  | Військово-морські сили Великої Британії | ескадрений міноносець «Модифікований Адміралті» типу «W» | 11-17 червня |

## Підводні човни, що брали участь в атаці на конвой
Позначення
| Назва | Тип        | Командир                              | Результати атаки                                                                     |
| ----- | ---------- | ------------------------------------- | ------------------------------------------------------------------------------------ |
| U-71  | типу VII C | капітан-лейтенант Вальтер Флаксенберг | не здобув перемоги                                                                   |
| U-84  | типу VII B | капітан-лейтенант Горст Упгофф        | не здобув перемоги                                                                   |
| U-89  | типу VII C | капітан-лейтенант Дітріх Ломанн       | не здобув перемоги                                                                   |
| U-132 | типу VII C | капітан-лейтенант Ернст Фогельзанг    | не здобув перемоги                                                                   |
| U-134 | типу VII C | капітан-лейтенант Рудольф Шендель     | не здобув перемоги                                                                   |
| U-437 | типу VII C | капітан-лейтенант Вернер-Карл Шульц   | не здобув перемоги                                                                   |
| U-552 | типу VII C | капітан-лейтенант Еріх Топп           | 15 червня 1942 року потопив 5 суден: Etrib, Pelayo, Slemdal, City of Oxford і Thurso |
| U-571 | типу VII C | капітан-лейтенант Гельмут Мельманн    | не здобув перемоги                                                                   |
| U-575 | типу VII C | капітан-лейтенант Гюнтер Гейдеманн    | не здобув перемоги                                                                   |